# Marisa Borini

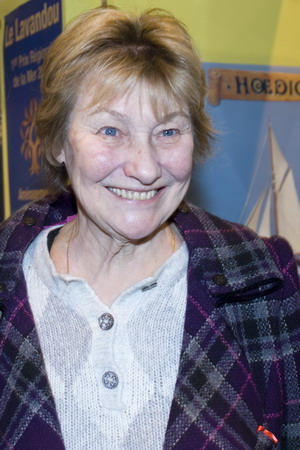
Marisa Borini 2008

Marisa Borini, verh. Marisa Bruni Tedeschi, (* 1930 in Turin) ist eine italienische Pianistin und Schauspielerin.

## Leben
Borini kam 1930 als Tochter einer Französin und eines italienischen Unternehmers zur Welt. Sie lernte seit ihrem sechsten Lebensjahr das Klavierspiel gab in den 1950er- und 1960er-Jahren europaweit Konzerte, unter anderem an der Mailänder Scala. Im Jahr 1958 heiratete sie den italienischen Komponisten und Generaldirektor des Reifenherstellers CEAT, Alberto Bruni Tedeschi (1915–1996). Aus der Ehe gingen der Fotograf Virginio Bruni Tedeschi (1960–2006) sowie die Filmemacherin Valeria Bruni Tedeschi hervor. Tochter Carla Bruni, Sängerin und Model, stammt aus der langjährigen Beziehung Borinis mit dem Gitarristen und Geschäftsmann Maurizio Remmert. Im Jahr 1973 zog Borini auf Anraten ihres Schwiegervaters mit ihrer Familie nach Frankreich und ließ sich in Rambouillet unweit von Paris nieder. Die Firma CEAT wurde an Pirelli verkauft. Borini begann eine Beziehung mit dem Pianisten Arturo Benedetti Michelangeli, mit dem sie unter anderem in der Schweiz lebte, kehrte jedoch in den 1980er-Jahren nach Paris zurück und gab zudem wieder Konzerte.
Im Jahr 2003 gab sie im autobiografischen Regiedebüt ihrer Tochter Valeria Bruni Tedeschi, Eher geht ein Kamel durchs Nadelöhr…, ihr Debüt als Schauspielerin und übernahm auch in ihrem zweiten Film Actrices – oder der Traum aus der Nacht davor eine Rolle. Für ihre Darstellung der Mutter in Ein Schloss in Italien erhielt Borini 2014 eine César-Nominierung als Beste Nebendarstellerin. Ihre Nominierung sorgte in der französischen Presse für Aufsehen, da in derselben Kategorie auch die angebliche Geliebte des französischen Präsidenten François Hollande, Julie Gayet, nominiert war.

## Filmografie
- 2003: Eher geht ein Kamel durchs Nadelöhr… (Il est plus facile pour un chameau …)
- 2005: La petite Chartreuse
- 2005: Black Box (La boîte noire)
- 2007: Actrices – oder der Traum aus der Nacht davor (Actrices)
- 2013: Ein Schloss in Italien (Un château en Italie)
- 2015: Nos femmes